# Bonifacio Destefanis
Bonifacio Destefanis O.M.F. (jinak také Bonifacije Stefanić Drakolica, Darcoliza, Crassa, Grassa, Ragusinus, Stephani, Drkoličić, Stjepanović; asi 1504, Lopud – 6. února 1582 Temešvár) byl dalmatský římskokatolický kněz a řeholník, kustod svaté země a biskup ve Stonu.

## Dílo
- Liber de perenni cultu Terrae Sanctae et de fructuosa eius peregrinatione, Venetiis 1573.